# SM-liiga 2007/08
Die Saison 2007/08 war die 33. Spielzeit in der SM-liiga. Sie begann am 11. September 2007 und endete am 12. April 2008. Zum zweiten Mal in Folge und zum fünften Mal insgesamt wurde Kärpät Oulu Finnischer Eishockey-Meister.

## Reguläre Saison

### Modus
Jedes Team musste viermal gegen jedes andere Team in der Liga und viermal zusätzlich gegen örtlich nahegelegene Mannschaften spielen. Jedes Spiel bestand aus 3 mal 20 Minuten. Sollte es nach der regulären Zeit unentschieden gestanden haben, wurden fünf Minuten Verlängerung gespielt. Das erste Tor in der Verlängerung entschied das Spiel für die Mannschaft, die das Tor geschossen hatte. Im Fall, dass nach der Verlängerung immer noch kein Sieger gefunden war, wurde das Spiel durch Penalty-Schießen entschieden.
Ein Sieg in der regulären Spielzeit brachte einer Mannschaft drei Punkte. Ein Sieg und eine Niederlage nach Verlängerung wurde mit zwei bzw. einem Punkt vergütet. Für eine Niederlage in regulärer Spielzeit gab es keine Punkte.

### Abschlusstabelle
Quelle: liiga.fi; Abkürzungen: Sp = Spiele, S = Siege, SnV = Siege nach Verlängerung, NnV = Niederlagen nach Verlängerung, N = Niederlagen, Pkt = Punkte

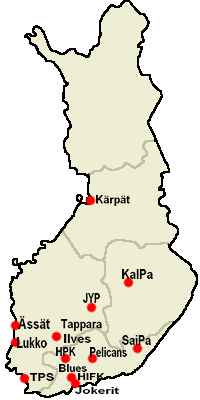
Karte der Teilnehmer der Saison 2007/08

| Rang | Mannschaft | Sp | S  | SnV | NnV | N  | Tore    | Pkt |
| ---- | ---------- | -- | -- | --- | --- | -- | ------- | --- |
| 1.   | Kärpät     | 56 | 32 | 10  | 5   | 9  | 205:129 | 121 |
| 2.   | Blues      | 56 | 33 | 5   | 6   | 12 | 165:114 | 115 |
| 3.   | Jokerit    | 56 | 29 | 5   | 8   | 14 | 179:152 | 105 |
| 4.   | Tappara    | 56 | 28 | 8   | 4   | 16 | 185:136 | 104 |
| 5.   | JYP        | 56 | 27 | 7   | 6   | 16 | 174:129 | 101 |
| 6.   | Pelicans   | 56 | 28 | 5   | 4   | 19 | 176:142 | 98  |
| 7.   | HIFK       | 56 | 23 | 11  | 6   | 16 | 167:145 | 97  |
| 8.   | Ilves      | 56 | 24 | 8   | 2   | 22 | 161:164 | 90  |
| 9.   | Lukko      | 56 | 18 | 4   | 6   | 28 | 137:156 | 68  |
| 10.  | TPS        | 56 | 18 | 2   | 8   | 27 | 130:164 | 67  |
| 11.  | SaiPa      | 56 | 15 | 5   | 7   | 29 | 115:155 | 62  |
| 12.  | HPK        | 56 | 16 | 1   | 6   | 33 | 123:183 | 56  |
| 13.  | KalPa      | 56 | 13 | 5   | 3   | 35 | 128:179 | 52  |
| 14.  | Ässät      | 56 | 10 | 2   | 6   | 38 | 111:208 | 40  |

### Beste Scorer

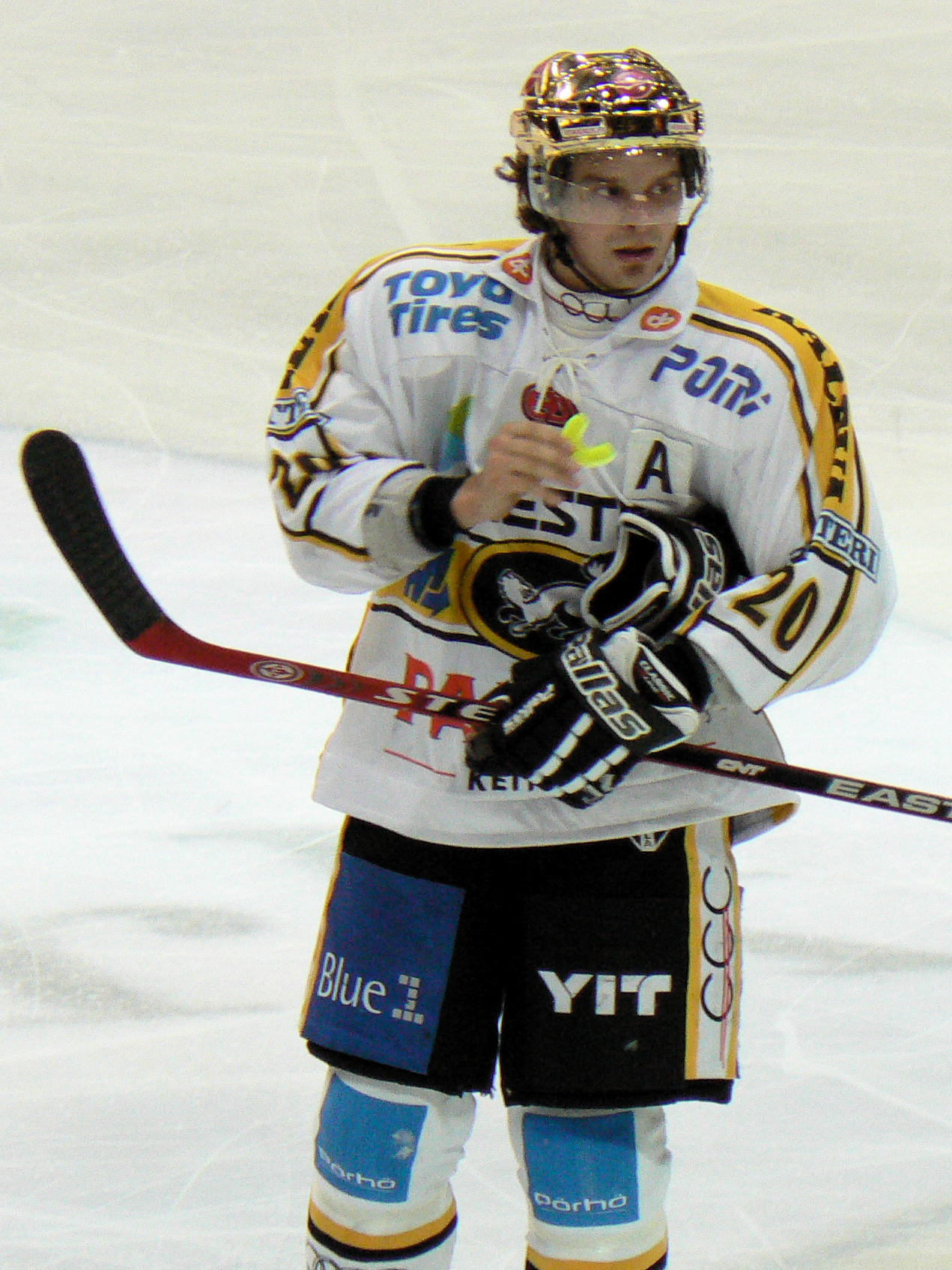
Janne Pesonen beim Auswärtsspiel gegen Ilves am 27. September 2007

Quelle: liiga.fi; Abkürzungen: Sp = Spiele, T = Tore, A = Assists, P = Punkte, SM = Strafminuten
| Spieler        | Mannschaft | Sp | T  | V  | Pkt | +/− | SM |
| -------------- | ---------- | -- | -- | -- | --- | --- | -- |
| Janne Pesonen  | Kärpät     | 56 | 34 | 44 | 78  | 39  | 58 |
| Ville Leino    | Jokerit    | 55 | 28 | 49 | 77  | 34  | 18 |
| Hannes Hyvönen | Kärpät     | 54 | 24 | 42 | 66  | 33  | 42 |
| Jarkko Immonen | JYP        | 54 | 26 | 37 | 43  | 4   | 54 |
| Tim Stapleton  | Jokerit    | 55 | 29 | 33 | 62  | 22  | 36 |
| Tommi Santala  | Jokerit    | 56 | 28 | 30 | 58  | 22  | 82 |
| Matias Loppi   | Pelicans   | 55 | 18 | 40 | 58  | 15  | 20 |
| Michal Broš    | Kärpät     | 53 | 25 | 28 | 53  | 28  | 34 |
| Timo Koskela   | Tappara    | 56 | 20 | 33 | 53  | 10  | 42 |
| Janne Ojanen   | Tappara    | 56 | 17 | 35 | 52  | 13  | 26 |

### Beste Torhüter
Quelle: liiga.fi; Abkürzungen: Sp = Spiele, Min = Minuten:Sekunden, S = Siege; N = Niederlagen, GT = Gegentore, GS = gehaltene Schüsse, SO = Shutouts, GTS = Gegentorschnitt, Sv% = gehaltene Schüsse (in %)
| Spieler            | Mannschaft | Sp | Min     | S  | U  | N  | GT  | GS   | SO | GTS  | Sv%   |
| ------------------ | ---------- | -- | ------- | -- | -- | -- | --- | ---- | -- | ---- | ----- |
| Bernd Brückler     | Blues      | 50 | 3008:02 | 28 | 10 | 12 | 99  | 1193 | 7  | 1,97 | 92,34 |
| Tuomas Tarkki      | Kärpät     | 37 | 2210:57 | 21 | 10 | 5  | 74  | 1017 | 2  | 2,01 | 93,22 |
| Sinuhe Wallinheimo | JYP        | 27 | 1617:31 | 14 | 6  | 7  | 56  | 725  | 2  | 2,08 | 92,83 |
| Pekka Tuokkola     | JYP        | 30 | 1710:40 | 13 | 7  | 8  | 63  | 799  | 3  | 2,21 | 92,69 |
| Mika Lehto         | Tappara    | 45 | 2709:46 | 27 | 7  | 11 | 103 | 1173 | 7  | 2,28 | 91,93 |

## Play-offs
Quelle: liiga.fi

### Modus
Die Plätze 1–6 waren automatisch für die Play-offs qualifiziert. Die Plätze 7–10 mussten sich in einer zusätzlichen Best-of-3-Runde durchsetzen, wobei Platz 7 gegen Platz 10 und Platz 8 gegen Platz 9 antrat.
Für das Halbfinale bzw. Finale qualifizierten sich die Mannschaften, die im Viertelfinale bzw. Halbfinale gegen ihren Gegner von sieben Spielen die meisten gewonnen hatten. Im Finale wurden ebenfalls sieben Spiele gespielt. Wer die meisten Spiele gewann, war Sieger der Saison. Die Verlierer des Halbfinals spielten im kleinen Finale in lediglich einem Spiel um den dritten Platz.
Die jeweiligen Gegner wurden so zusammengestellt, dass die bestplatzierte Mannschaft gegen die schlechteste spielt, die zweitbeste, gegen die zweitschlechteste, und so weiter. Ein Spiel dauerte, so wie in der Hauptsaison, 3 mal 20 Minuten. Nach der regulären Zeit wurden Verlängerungen von jeweils 20 Minuten Länge gespielt, bis ein Sieger durch ein entscheidendes Tor gefunden wurde.

### Play-off-Qualifikation
| HIFK – TPS                      | HIFK – TPS | HIFK – TPS | HIFK – TPS |
| ------------------------------- | ---------- | ---------- | ---------- |
| 7. März                         | HIFK       | TPS        | 5-4 n. V.  |
| 9. März                         | TPS        | HIFK       | 0-1        |
| HIFK qualifiziert sich mit 2:0. |            |            |            |

| Ilves – Lukko                    | Ilves – Lukko | Ilves – Lukko | Ilves – Lukko |
| -------------------------------- | ------------- | ------------- | ------------- |
| 7. März                          | Ilves         | Lukko         | 4-2           |
| 9. März                          | Lukko         | Ilves         | 4-3 n. V.     |
| 10. März                         | Ilves         | Lukko         | 1-0           |
| Ilves qualifiziert sich mit 2:1. |               |               |               |

### Turnierbaum
|  | Viertelfinale   | Viertelfinale   |                 |                | Halbfinale       | Halbfinale |  |  | Finale   | Finale   |
|  |                 |                 |                 |                |                  |            |  |  |          |          |
|  | 12. – 21.3.2008 |                 |                 |                |                  |            |  |  |          |          |
|  | Kärpät          | 4               |                 |                |                  |            |  |  |          |          |
|  | Kärpät          | 4               | 24. – 30.3.2008 |                |                  |            |  |  |          |          |
|  | Ilves           | 2               |                 |                |                  |            |  |  |          |          |
|  | Ilves           | 2               | Kärpät          | 4              |                  |            |  |  |          |          |
|  |                 |                 | Kärpät          | 4              |                  |            |  |  |          |          |
|  |                 | Tappara         | 0               |                |                  |            |  |  |          |          |
|  | Tappara         | Tappara         | 0               | 4              |                  |            |  |  |          |          |
|  | Tappara         |                 |                 | 4              |                  |            |  |  |          |          |
|  | JYP             | 2               |                 | 5. – 12.4.2008 | 5. – 12.4.2008   |            |  |  |          |          |
|  | 12. – 21.3.2008 | 12. – 21.3.2008 | Kärpät          | 4              |                  |            |  |  |          |          |
|  | 12. – 29.3.2008 | 12. – 29.3.2008 |                 | Blues          | 1                |            |  |  |          |          |
|  | Blues           | 4               |                 |                |                  |            |  |  |          |          |
|  | HIFK            | 1               |                 |                |                  |            |  |  |          |          |
|  | HIFK            | 1               | Blues           | 4              |                  |            |  |  |          |          |
|  |                 |                 | Blues           | 4              | Spiel um Platz 3 |            |  |  |          |          |
|  |                 | Jokerit         | 3               |                |                  |            |  |  |          |          |
|  | Jokerit         | Jokerit         | 3               | 4              | Jokerit          | 0          |  |  |          |          |
|  | Jokerit         | 24. – 3.4.2008  |                 | 4              | Jokerit          | 0          |  |  |          |          |
|  | Pelicans        | 2               |                 | Tappara        | 1                |            |  |  |          |          |
|  | Pelicans        | 2               |                 |                | 1                |            |  |  |          |          |
|  | 12. – 21.3.2008 | 12. – 21.3.2008 |                 |                |                  |            |  |  | 5.4.2008 | 5.4.2008 |

### Viertelfinale
| Kärpät – Ilves                    | Kärpät – Ilves | Kärpät – Ilves | Kärpät – Ilves |
| --------------------------------- | -------------- | -------------- | -------------- |
| 12. März                          | Kärpät         | Ilves          | 7-1            |
| 14. März                          | Ilves          | Kärpät         | 3-2            |
| 16. März                          | Kärpät         | Ilves          | 7-5            |
| 18. März                          | Ilves          | Kärpät         | 3-0            |
| 19. März                          | Kärpät         | Ilves          | 6-3            |
| 21. März                          | Ilves          | Kärpät         | 1-2 n. V.      |
| Kärpät gewinnt die Runde mit 4:2. |                |                |                |

| Tappara – JYP                      | Tappara – JYP | Tappara – JYP | Tappara – JYP |
| ---------------------------------- | ------------- | ------------- | ------------- |
| 12. März                           | Tappara       | JYP           | 2-1           |
| 14. März                           | JYP           | Tappara       | 5-4 n. V.     |
| 16. März                           | Tappara       | JYP           | 4-2           |
| 18. März                           | JYP           | Tappara       | 3-0           |
| 19. März                           | Tappara       | JYP           | 4-1           |
| 21. März                           | JYP           | Tappara       | 2-6           |
| Tappara gewinnt die Runde mit 4:2. |               |               |               |

| Blues – HIFK                     | Blues – HIFK | Blues – HIFK | Blues – HIFK |
| -------------------------------- | ------------ | ------------ | ------------ |
| 12. März                         | Blues        | HIFK         | 1-2          |
| 14. März                         | HIFK         | Blues        | 3-6          |
| 16. März                         | Blues        | HIFK         | 6-1          |
| 18. März                         | HIFK         | Blues        | 0-3          |
| 19. März                         | Blues        | HIFK         | 4-1          |
| Blues gewinnt die Runde mit 4:1. |              |              |              |

| Jokerit – Pelicans                 | Jokerit – Pelicans | Jokerit – Pelicans | Jokerit – Pelicans |
| ---------------------------------- | ------------------ | ------------------ | ------------------ |
| 12. März                           | Jokerit            | Pelicans           | 8-4                |
| 14. März                           | Pelicans           | Jokerit            | 3-1                |
| 16. März                           | Jokerit            | Pelicans           | 3-2 n. V.          |
| 18. März                           | Pelicans           | Jokerit            | 4-5                |
| 19. März                           | Jokerit            | Pelicans           | 4-5 n. V.          |
| 21. März                           | Pelicans           | Jokerit            | 4-5 n. V.          |
| Jokerit gewinnt die Runde mit 4:2. |                    |                    |                    |

### Halbfinale
| Kärpät – Tappara                  | Kärpät – Tappara | Kärpät – Tappara | Kärpät – Tappara |
| --------------------------------- | ---------------- | ---------------- | ---------------- |
| 24. März                          | Kärpät           | Tappara          | 4-3              |
| 26. März                          | Tappara          | Kärpät           | 2-4              |
| 28. März                          | Kärpät           | Tappara          | 3-2              |
| 30. März                          | Tappara          | Kärpät           | 3-7              |
| Kärpät gewinnt die Runde mit 4:0. |                  |                  |                  |

| Blues – Jokerit                  | Blues – Jokerit | Blues – Jokerit | Blues – Jokerit |
| -------------------------------- | --------------- | --------------- | --------------- |
| 24. März                         | Blues           | Jokerit         | 2-3 n. V.       |
| 26. März                         | Jokerit         | Blues           | 3-4 n. V.       |
| 28. März                         | Blues           | Jokerit         | 2-3 n. V.       |
| 30. März                         | Jokerit         | Blues           | 4-0             |
| 31. März                         | Blues           | Jokerit         | 5-1             |
| 2. April                         | Jokerit         | Blues           | 1-2 n. V.       |
| 3. April                         | Blues           | Jokerit         | 5-3             |
| Blues gewinnt die Runde mit 4:3. |                 |                 |                 |

### Dritter Platz
| Jokerit – Tappara       | Jokerit – Tappara | Jokerit – Tappara | Jokerit – Tappara |
| ----------------------- | ----------------- | ----------------- | ----------------- |
| 5. April                | Jokerit           | Tappara           | 3-4               |
| Tappara gewinnt Bronze. |                   |                   |                   |

### Finale
| Kärpät – Blues                                                 | Kärpät – Blues | Kärpät – Blues | Kärpät – Blues |
| -------------------------------------------------------------- | -------------- | -------------- | -------------- |
| 5. April                                                       | Kärpät         | Blues          | 3-1            |
| 7. April                                                       | Blues          | Kärpät         | 1-2 n. V.      |
| 9. April                                                       | Kärpät         | Blues          | 2-3 n. V.      |
| 10. April                                                      | Blues          | Kärpät         | 0-4            |
| 12. April                                                      | Kärpät         | Blues          | 5-1            |
| Kärpät gewinnt die Meisterschaft mit 4:1. Blues erhält Silber. |                |                |                |

### Finnischer Meister
| Finnischer Meister Kärpät Oulu | Torhüter: Andy Chiodo, Tuomas Tarkki Verteidiger: Kari Haakana, Topi Jaakola, Juho Jokinen, Toni Kirén, Jukka-Pekka Laamanen, Mikko Lehtonen, Ilkka Mikkola, Atte Ohtamaa, Antti Ylönen Angreifer: Juhamatti Aaltonen, Antti Aarnio, Mikko Alikoski, Jonas Andersson, Michal Broš, Hannes Hyvönen, Jere Karalahti, Veikko Karppinen, Oskari Korpikari, Ondřej Kratěna, Kristian Kuusela, Tomi Mustonen, Teemu Normio, Tommi Paakkolanvaara, Janne Pesonen, Kalle Sahlstedt, Jari Viuhkola Cheftrainer: Kari Jalonen |

### Beste Scorer
Quelle: liiga.fi; Abkürzungen: Sp = Spiele, T = Tore, A = Assists, P = Punkte, SM = Strafminuten
| Spieler         | Mannschaft | Sp | T | A  | P  | +/- | SM |
| --------------- | ---------- | -- | - | -- | -- | --- | -- |
| Hannes Hyvönen  | Kärpät     | 15 | 8 | 13 | 21 | 10  | 14 |
| Ville Leino     | Jokerit    | 14 | 8 | 11 | 19 | 8   | 8  |
| Tim Stapleton   | Jokerit    | 14 | 9 | 8  | 17 | 7   | 8  |
| Marko Kauppinen | Jokerit    | 14 | 5 | 12 | 17 | 7   | 10 |
| Janne Pesonen   | Kärpät     | 14 | 7 | 9  | 16 | 9   | 10 |
| Tommi Santala   | Jokerit    | 13 | 4 | 12 | 16 | 9   | 18 |
| Ben Eaves       | Blues      | 13 | 7 | 5  | 12 | −1  | 8  |
| Jari Viuhkola   | Kärpät     | 15 | 5 | 7  | 12 | 6   | 8  |
| Clarke Wilm     | Jokerit    | 14 | 5 | 6  | 11 | ±0  | 10 |
| Miikka Männikkö | Ilves      | 9  | 4 | 7  | 11 | 2   | 4  |

### Beste Torhüter
Quelle: liiga.fi; Abkürzungen: Sp = Spiele, Min = Minuten:Sekunden, S = Siege; N = Niederlagen, GT = Gegentore, GS = gehaltene Schüsse, SO = Shutouts, GTS = Gegentorschnitt, Sv% = gehaltene Schüsse (in %)
| Spieler        | Mannschaft | Sp | Min     | S  | N | GT | GS  | SO | GTS  | Sv%   |
| -------------- | ---------- | -- | ------- | -- | - | -- | --- | -- | ---- | ----- |
| Tuomas Tarkki  | Kärpät     | 12 | 775:55  | 10 | 2 | 22 | 364 | 1  | 1,70 | 94,30 |
| Bernd Brückler | Blues      | 17 | 1079:50 | 9  | 8 | 39 | 475 | 1  | 2,17 | 92,41 |
| Jani Nieminen  | HIFK       | 6  | 316:04  | 3  | 3 | 12 | 132 | 1  | 2,28 | 91,67 |
| Petri Vehanen  | Lukko      | 3  | 178:20  | 1  | 2 | 8  | 90  | 0  | 2,69 | 91,84 |

## Auszeichnungen
| Auszeichnung                    | Gewinner         | Team    |
| ------------------------------- | ---------------- | ------- |
| Aarne-Honkavaara-Trophäe        | Janne Pesonen    | Kärpät  |
| Aaro-Kivilinna-Gedenk-Trophäe   |                  | Kärpät  |
| Harry Lindbladin muistopalkinto |                  | Kärpät  |
| Jari-Kurri-Trophäe              | Tuomas Tarkki    | Kärpät  |
| Jarmo Wasaman muistopalkinto    | Oskar Osala      | Blues   |
| Juha-Rantasila-Trophäe          | Anssi Salmela    | Tappara |
| Kalevi-Numminen-Trophäe         | Petri Matikainen | Blues   |
| Kanada-malja                    |                  | Kärpät  |
| Kultainen kypärä                | Ville Leino      | Jokerit |
| Lasse-Oksanen-Trophäe           | Ville Leino      | Jokerit |
| Matti-Keinonen-Trophäe          | Janne Pesonen    | Kärpät  |
| Pekka-Rautakallio-Trophäe       | Arto Laatikainen | Blues   |
| Pentti-Isotalo-Trophäe          | Petri Tuomisto   | –       |
| Raimo-Kilpiö-Trophäe            | Janne Ojanen     | Tappara |
| Unto-Wiitala-Trophäe            | Timo Favorin     | –       |
| Urpo-Ylönen-Trophäe             | Tuomas Tarkki    | Kärpät  |
| Veli-Pekka-Ketola-Trophäe       | Janne Pesonen    | Kärpät  |

## Zuschauerstatistik
Quelle: liiga.fi
Diese Tabelle zeigt die Zuschauerzahlen der Mannschaften in ihrer Heimarena. Die Spiele wurden in 13 verschiedenen Eishallen ausgetragen (Ilves und Tappara teilten sich eine Halle).
| Team     | Eishalle              | Kapazität | Zuschauer reg. Saison | Zuschauer Play-offs | Zuschauer gesamt | Zuschauer Ø | ausverkaufte Spiele | Auslastung in % |
| -------- | --------------------- | --------- | --------------------- | ------------------- | ---------------- | ----------- | ------------------- | --------------- |
| Blues    | LänsiAuto Areena      | 6.914     | 135.450               | 50.720              | 186.170          | 5.032       | 0                   | 72,77           |
| HIFK     | Helsingin Jäähalli    | 8.200     | 184.055               | 21.041              | 205.096          | 6.616       | 3                   | 80,68           |
| HPK      | Rinkelinmäen Jäähalli | 5.000     | 92.888                | 0                   | 92.888           | 3.317       | 0                   | 66,35           |
| Ilves    | Hakametsä             | 7.800     | 165.592               | 28.922              | 194.514          | 5.894       | 3                   | 75,57           |
| Jokerit  | Hartwall Areena       | 13.506    | 240.548               | 50.909              | 291.457          | 8.327       | 0                   | 61,66           |
| JYP      | Jyväskylän Jäähalli   | 4.500     | 113.532               | 13.500              | 127.032          | 4.098       | 11                  | 91,06           |
| KalPa    | Kuopion Jäähalli      | 5.225     | 94.877                | 0                   | 94.877           | 3.388       | 0                   | 64,85           |
| Kärpät   | Oulun Energia Areena  | 6.614     | 169.536               | 49.157              | 218.693          | 6.075       | 8                   | 91,85           |
| Lukko    | DNA-Areena            | 5.400     | 104.536               | 3.192               | 107.728          | 3.715       | 1                   | 68,79           |
| Pelicans | Isku Areena           | 4.910     | 119.078               | 14.540              | 133.618          | 4.310       | 8                   | 87,79           |
| SaiPa    | Kisapuisto            | 4.847     | 96.620                | 0                   | 96.620           | 3.451       | 1                   | 71,19           |
| Tappara  | Hakametsä             | 7.800     | 159.941               | 27.317              | 187.258          | 5.674       | 2                   | 72,75           |
| TPS      | Turkuhalli            | 11.820    | 167.405               | 5.319               | 172.724          | 5.956       | 0                   | 50,39           |
| Ässät    | Isomäen jäähalli      | 6.472     | 118.425               | 0                   | 118.425          | 4.229       | 1                   | 65,35           |
| gesamt   |                       | 99.008    | 1.962.483             | 264.617             | 2.227.100        | 5.096       | 38                  | 72,06           |